# Казмерчак, Стив
Стивен Филипп Казмерчак (26 августа 1980, Элк-Гров-Виллидж, Иллинойс, США — 14 февраля 2008, Де-Калб, Иллинойс, США) — американский массовый убийца.

## Рождение
Казмерчак родился 26 августа 1980 года в Иллинойсе в семье Филиппа и Гейл Казмерчаков. Американец польского происхождения.
В 1998 году окончил старшую  школу Элк-Гров-Виллидж. В это же время он начал страдать психическими заболеваниями и проходил курс реабилитации с 1999 по январь 2001 гг. В сентябре того же года он был освобождён от службы в армии по причине психических заболеваний.

## Обучение в университете
В начале 2002 года Стивен поступил в Университет Северного Иллинойса на факультет зоологии. Хотя его семья и перебралась в 2004 во Флориду, он всё равно продолжил обучение в университете. В октябре 2006 года в Лейкленде умирает мать Стива. В этом же году он благополучно оканчивает университет и получает медаль Дина по зоологии. В конце 2006 года Казмерчак вместе с ещё двумя аспирантами пишет диссертацию на тему «Заключённые и их агрессия к обществу». Эту диссертацию даже печатают в одном научном журнале. Весной 2007 года Казмерчак берёт несколько уроков политологии на Ближнем Востоке, а также пишет несколько рассуждений и работ на тему ХАМАС. В это время он хочет вернуться в ДиКелб, где хочет устроиться преподавателем политологии.

## Обострение болезни
В этот период у него начинается обострение мозаичной психопатии, и он пьёт соответствующие лекарства. За три недели до стрельбы он прекращает их приём. Его друзья подтвердили, что никогда до этого не видели в Стиве столько агрессии к обществу. Девушка преступника рассказала, что Стив из заботливого и нежного резко превратился в агрессивного и вспыльчивого. В последние месяцы жизни он стал интересоваться расстрелами в Колумбайне и Виргинии.

## Бойня
14 февраля 2008 года в 15:05, Казмерчак, одетый в темно-коричневые сапоги на шнурках, джинсы, черную футболку с надписью «Террорист», черную шляпу и черный пояс с кобурами для пистолетов и магазинов, вошёл в университет, вооружённый дробовиком Remington 870, 9-миллиметровыми пистолетами Glock 19 и Sig Sauer P232, а также пистолетом Hi-Point CF-380. Зайдя внутрь, Казмерчак открыл огонь по студентам, убив 5 и ранив 18 человек, после чего покончил с собой, выстрелив себе в голову из Glock 19.
После бойни во время обыска в его доме полиция нашла две записки: в одной он объяснял причины происшедшего, а другая предназначалась его девушке. В письме было написано: «Ты самая лучшая, Джессика! Ты так много сделала для меня, и я действительно люблю тебя. Когда-нибудь ты станешь отличным психологом или социальным работником. С любовью, Стивен Казмерчак.»